# Ciro di Alessandria
Ciro di Alessandria (Alessandria d'Egitto, III secolo – Canopo, 31 gennaio 303) fu martire in Egitto nel IV secolo ed è venerato come santo dalla Chiesa cattolica.

## Biografia

### Origini ed esercizio dell'arte medica
Le scarse e frammentarie notizie biografiche che ci restano su San Ciro, sono a noi pervenute per tradizione orale, soprattutto grazie a una “passio” del VII secolo, attribuita al patriarca di Gerusalemme san Sofronio, autore degli Atti dei santi martiri alessandrini Ciro e Giovanni. Ciro nacque da famiglia cristiana intorno all'anno 250 ad Alessandria d'Egitto, e studiò medicina nella sua città. Qui aveva sede una celebre scuola di medicina, dove aveva studiato anche il famoso Claudio Galeno. Divenuto medico in quella scuola, Ciro aprì nel rione Doryzim un ambulatorio con laboratorio. Sofronio racconta che Ciro era un medico valente,
rifulse per la dottrina, ed eccelse in maniera particolare per la santità della vita, umile e dedita alla carità. Somministrava cure gratuite ai poveri e indigenti, tanto da guadagnarsi l'appellativo di “anàrgiro”(dal greco anargyros, senza denaro), e incitava i malati a trovare conforto nella fede e nella preghiera. Ridonava la salute tanto ai corpi quanto alle anime e convertì molti pagani al cristianesimo. Sofronio dice espressamente:
« Allorché intanto visitava gli infermi, mettendo in non cale i precetti di Galeno, d'Ippocrate, e di altri autori consimili, che li adattava in secondo luogo, prendeva dai nostri fonti mille sentimenti dei Profeti, e dei Padri, i quali univa, e tosto con una maniera tutta divina chiamando gli ammalati dolcemente al dovere, non solo ai loro corpi, ma alle loro anime ancora apprestasse l'analoga medicina [...] Ne avveniva, che lo spirito di molti, amanti della vera pietà, rimaneva confermato nell'amore della verità, e da non pochi infedeli abbominavansi gli errori dei Greci, che dominavano ovunque sotto l'impero di Diocleziano »

### La scelta del deserto

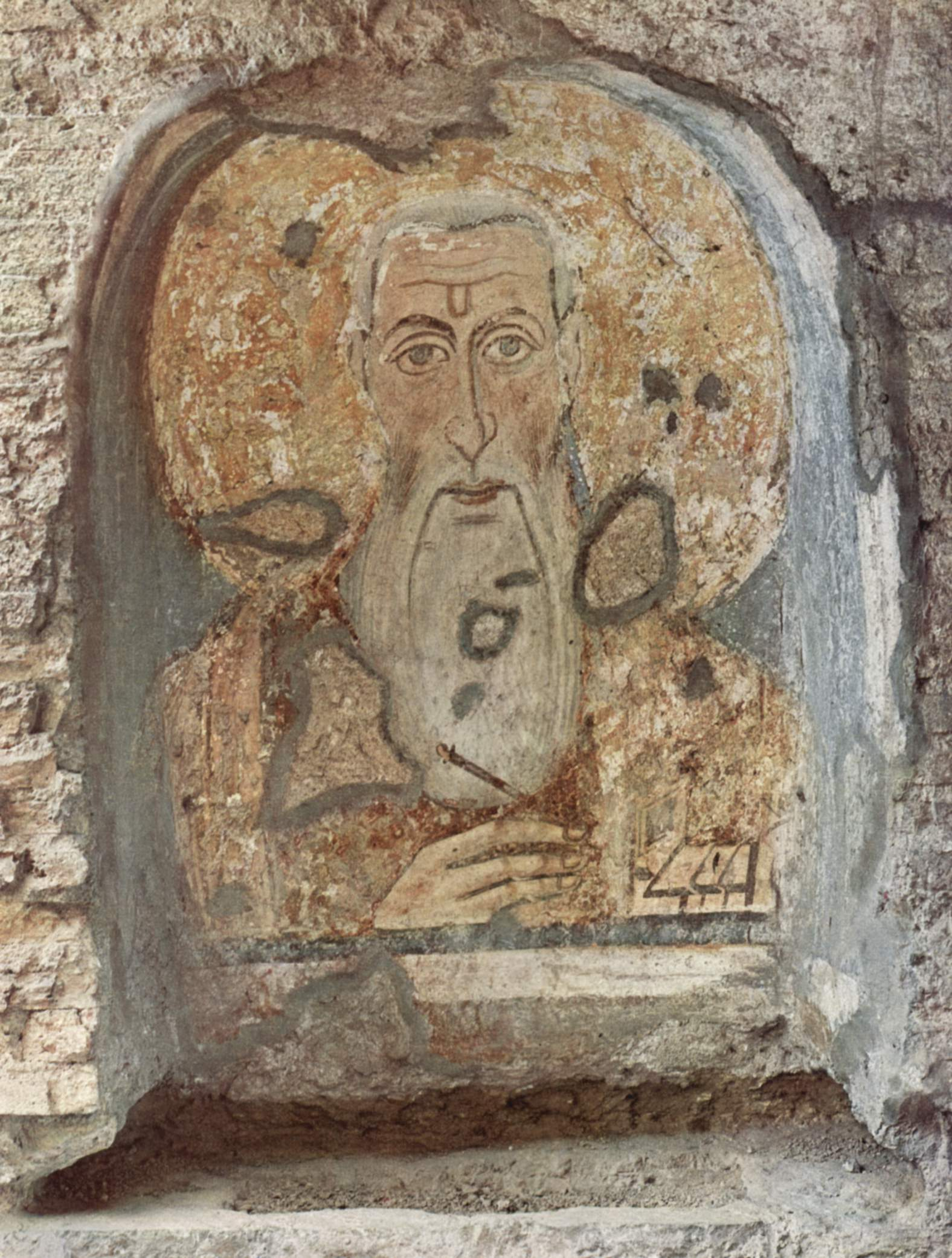
San Ciro in un affresco italo-bizantino del VII secolo nella chiesa di Santa Maria Antiqua a Roma

Nel 299 i medici alessandrini, accusati di magia e stregoneria, divennero bersaglio di una violenta sommossa popolare e, poiché gravava su di essi il sospetto di cospirare contro l'impero, l'imperatore Diocleziano decise di perseguitare chiunque svolgesse attività "curative" senza autorizzazione, senza distinguere tra medici e maghi. Le autorità imperiali non risparmiarono neppure i trattati di scienza medica contenuti in migliaia di rotoli di pergamene, che vennero incendiati e distrutti. La datazione corrispondente al tempo di Diocleziano è l'unico dato cronologico offerto dalle fonti su San Ciro. Egli visse perciò nella seconda metà del III secolo, giungendo fino al 303, anno della grande e ultima persecuzione scatenata da Galerio e Diocleziano. Sofronio riporta anche il nome del prefetto di Alessandria a quel tempo, Siriano, che in ottemperanza ai dettami dell'imperatore, perseguitò tutti i medici dell'Egitto, e venuto a conoscenza delle azioni del Santo, comandò che fosse subito arrestato. Ciro venne quindi perseguitato in un primo momento, non tanto come cristiano, ma come medico.
Per evitare la persecuzione San Ciro decise di ritirarsi in Arabia Petrea, presso la piccola oasi di Ceutzo. Questa fuga da Alessandria segnò una nuova tappa nella vita del medico cristiano. La tumultuosa metropoli egiziana, caduta nella degradazione morale e nella corruzione della stessa classe dei medici, non riuscì a intaccare la sua morigeratezza. Egli si appartò dal mondo e si dedicò ad una vita anacoretica di preghiera e penitenza, cambiando anche il suo modo di essere medico. Smise di esercitare la professione ma non rinunciò ad aiutare il prossimo, non servendosi più di erbe e medicinali, ma affidandosi alla preghiera e all'insegnamento delle persone che lo raggiungevano. Sofronio infatti dice:
« Mutò ancora il sistema di medicare. Imperrocchè Ciro da quell'ora non era più tenuto qual medico, né lo era col fatto, ma piuttosto qual operatore di miracoli »
San Ciro fu guida spirituale di molti eremiti, tra questi il legionario Giovanni, nativo della città di Edessa (oggi Urfa), in Mesopotamia. I dati biografici su Giovanni sono pochi e incerti, si sa solo che intraprese la carriera militare e che poi fu costretto ad abbandonare l'esercito a causa dell'editto di epurazione, emanato contro i soldati cristiani da Diocleziano nel 298. Egli infatti scelse di rinunciare al titolo e ai privilegi militari per professare la fede cristiana, e raggiunse Ciro a Ceutzo, dove i due condivisero la vita ascetica per quattro anni.

### Il martirio
Nel 303 si abbatté sulla Chiesa la persecuzione più violenta e più sanguinosa di tutti i tempi, che dette a quel periodo, durato un triennio, l'appellativo di “era dei santi martiri”. Diocleziano intensificò la persecuzione contro i cristiani, che attraverso l'emanazione di diversi editti, furono destituiti dei loro diritti civili, arrestati, e qualora non abiurassero la propria fede, torturati e condannati a morte. La tremenda persecuzione si estese in Asia Minore, dilagò in Palestina, quindi divampò in Africa. A queste notizie Ciro e Giovanni decisero di lasciare il proprio eremo e di ritornare ad Alessandria per sostenere i fratelli nella fede. San Sofronio fa menzione di tre fanciulle, Teotiste, Teodota ed Eudossia, con la loro madre Atanasia, vedova. Queste, poiché cristiane, da Alessandria erano state incarcerate a Canopo, per essere condannate, qualora non abiurassero la loro fede. Così, dopo quattro anni di vita ascetica, Ciro e Giovanni decisero di fermarsi in questa cittadina per consolare, con la parola e l'esempio di fermezza, la piccola comunità cristiana.
Essi furono scoperti e accusati di insinuare alle donne arrestate il disprezzo per gli dei e il loro culto. Vennero portati presso il prefetto Siriano, il quale comandò che venissero torturati se non avessero ritrattato la fede cattolica. Così, alla presenza delle donne e con lo scopo di intimorirle, essi vennero condannati alla morte più atroce. I supplizi loro inferti furono tra quelli più conosciuti all'epoca: flagelli, chiodi, ustioni con torce ai fianchi, pece bollente, versamento di sale e aceto sulle piaghe. Ma le donne alessandrine, confortate dal loro esempio, rifiutarono di rinunciare alla propria fede e vennero spietatamente trucidate. Subito dopo Ciro e Giovanni, con la decapitazione, subirono l'eroico martirio: era il 31 gennaio del 303.

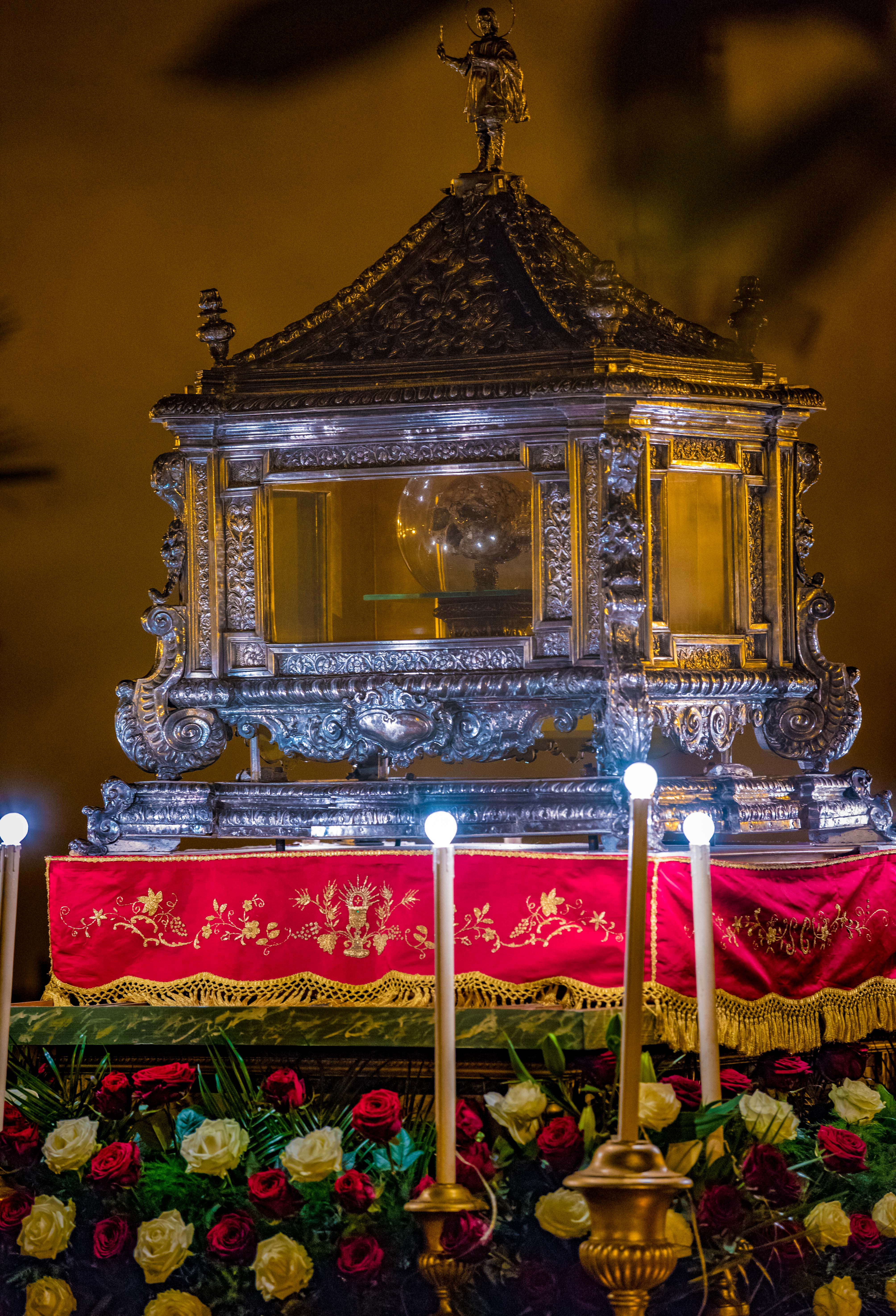
Il Teschio di San Ciro - Marineo

## Culto e traslazione delle reliquie

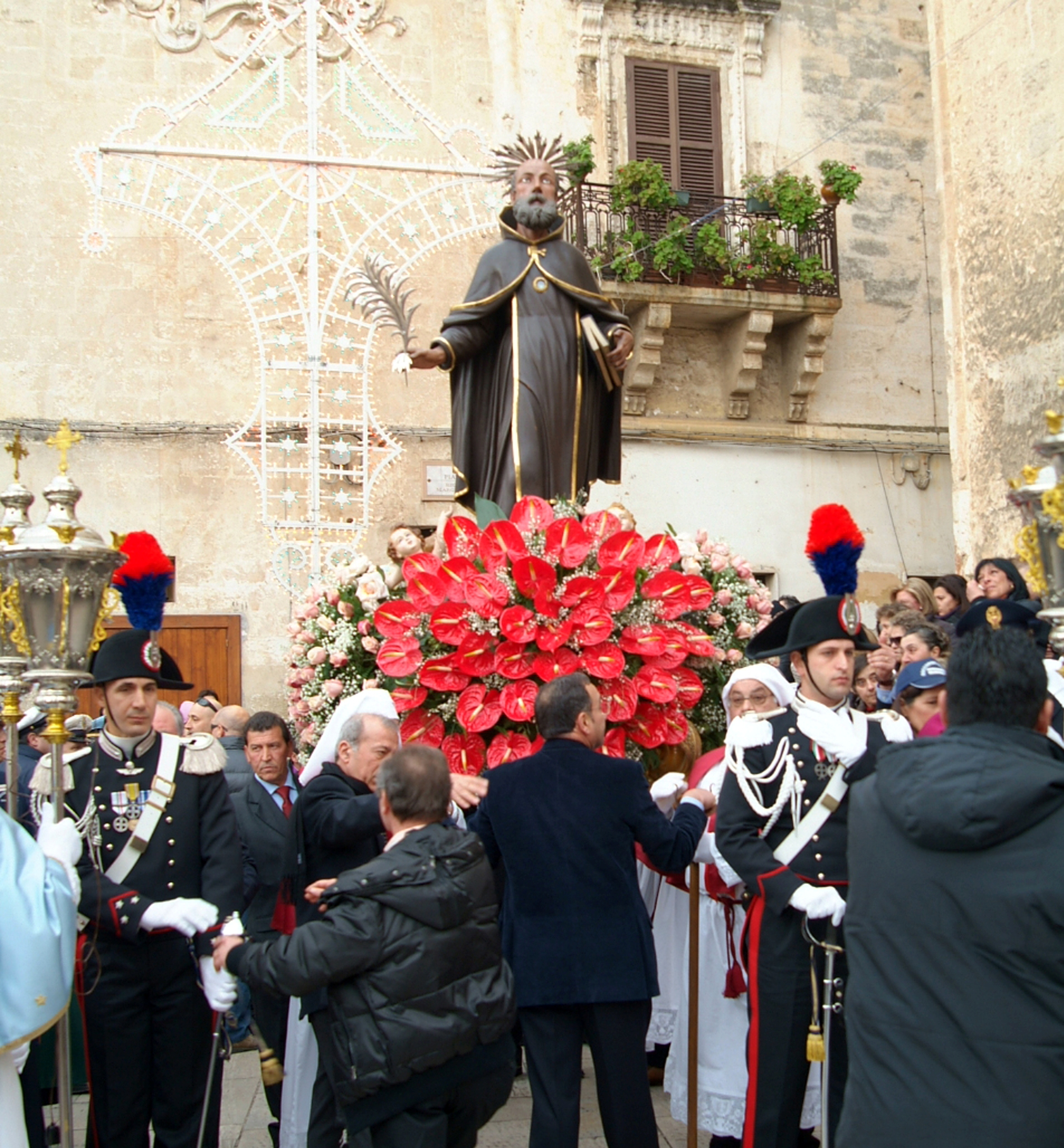
Festa di San Ciro a Grottaglie

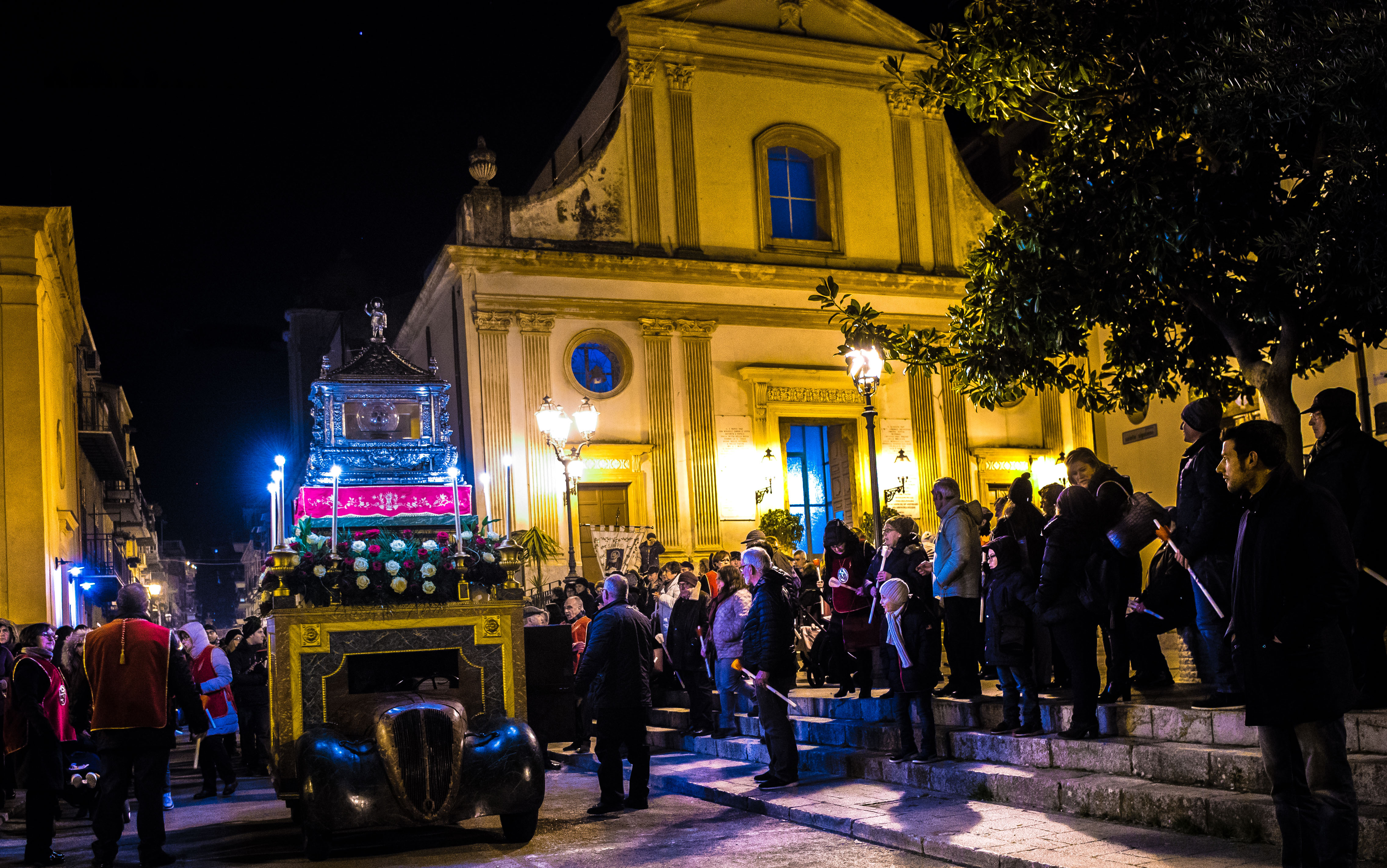
Sacra reliquia di San Ciro davanti alla chiesa madre di Marineo

I corpi dei Santi Ciro e Giovanni vennero riposti nel tempio di San Marco ad Alessandria, dove rimasero fino all'inizio del V secolo. Successivamente il patriarca alessandrino San Teofilo, con lo scopo di perpetuare il ricordo dei martiri e sradicare il culto degli dei pagani, aveva iniziato a far costruire a Canòpo un tempio dedicato agli Apostoli, dove trasferire i corpi di Ciro e Giovanni. Tale progetto venne portato a compimento dal suo successore San Cirillo e la traslazione delle reliquie a Menouthis (ricco sobborgo di Canòpo) avvenne nel 414. Il santuario acquistò ben presto larga fama, e la notizia di alcune guarigioni avvenute nel tempio di Menouthis richiamarono a Canòpo numerosi pellegrini. La principale pratica devozionale era quella della “incubatio”, ossia di dormire distesi sul pavimento e attendere, durante il sonno, l'apparizione di san Ciro che indicava i rimedi ai loro morbi (analogamente a quanto si faceva nella Grecia antica nei templi dedicati al dio Asclepio). Il testimone principale della vitalità del culto verso i santi martiri fu lo stesso Sofronio, anch'egli guarito da un'oftalmia a seguito di un sogno. Egli stilò anche una raccolta di 70 miracoli ivi operati, divisi in sette decadi; di alcuni fu testimone oculare, di altri ebbe notizia dagli stessi miracolati. Con l'invasione araba, verso la metà del VII secolo, il santuario andò in rovina, ma ancora oggi l'intera regione dove si svolsero i miracoli e il martirio del Santo viene chiamata dagli arabi Aboukir, in memoria dell'abate Ciro.
Intorno al X secolo le spoglie dei martiri furono portate a Roma da due monaci, Grimaldo e Arnolfo. Qui la colonia alessandrina di via Portuense eresse e dedicò loro una basilica, tuttora esistente, chiamata Santa Passera. I corpi dei martiri furono riposti nell'ipogeo di questa basilica, dove è incisa anche un'antica epigrafe che recita: “Corpora sancta Cyri renitent hic atque Ioannis/ Quae quondam Romae dedit Alexandria magna” (Qui rifulgono i santi corpi di Ciro e di Giovanni, che un tempo la grande Alessandria diede a Roma). Intorno al XIV secolo, a causa delle frequenti inondazioni del Tevere, le reliquie dei santi martiri vennero trasportate nella Chiesa di Sant'Angelo in Pescheria, dove San Ciro, fin dal secolo VII, era particolarmente venerato.
Successivamente, nel 1600, le reliquie furono traslate a Napoli ad opera del cardinale Francesco Sforza e collocate nella chiesa del Gesù Nuovo. Ciro e Giovanni erano già venerati a Napoli, grazie soprattutto alla presenza di colonie di mercanti alessandrini, da secoli operanti in città, che edificarono anche un tempio in loro onore presso il vico denominato de Alexandrinis. Verso il 1675 giunse al Gesù Nuovo San Francesco De Geronimo, gesuita di origine grottagliese, che svolse per circa 40 anni il suo apostolato missionario a Napoli e in altre regioni del Regno. Egli contribuì a rinvigorire ed estendere il culto dei santi martiri Ciro e Giovanni. Infatti si narra che durante la sua predicazione portasse con sé alcune reliquie in una teca e se ne servisse per benedire gli ammalati. Adoperava inoltre alcuni sacramentali che egli definiva “medicamenti con i quali San Ciro sana i suoi infermi”, e cioè “l'olio della sua lampada; l'acqua benedetta colla sua reliquia; li fiori polverizzati; le sue figure”. Numerose sarebbero state le guarigioni e ciò contribuì a diffondere la devozione di San Ciro presso il popolo napoletano.
Oggi in molte città italiane sono presenti tracce del culto di San Ciro: Portici, dov'è presente la reliquia di una parte del cervello del santo, riposta in una teca nell'altare laterale sinistro della Basilica a lui dedicata, proprio sotto la stupenda statua lignea di San Ciro, Atena Lucana, Sulmona, Lucera, Cerignola, Castellammare di Stabia, Sora, Frattamaggiore, Acquaviva delle Fonti, Cerreto, Gavaseto (San Pietro in Casale, BO), Novara, Foggia, Avellino, Palermo. Inoltre è patrono di Portici, Vico Equense (insieme a San Giovanni; nella Chiesa dei Santi Ciro e Giovanni sono presenti alcune loro reliquie), Nocera Superiore (nella chiesa di San Bartolomeo Apostolo), Grottaglie e Marineo. In quest'ultima città il culto nacque nel 1665, a seguito della donazione della reliquia del teschio di San Ciro concessa da papa Alessandro VII al marchese Girolamo Pilo. Il 24 giugno 1665 nella chiesa Madre di Marineo fu battezzato Ciro Ficarra, il primo bambino del paese a portare il nome del nuovo santo patrono. Alla fine dello stesso anno ben 24 nuovi nati portavano il nome del medico alessandrino, mentre nell'arco di due anni il nome Ciro fu dato ad oltre cento persone in una popolazione che al tempo contava circa 2.300 anime. Oggi il nome Ciro è il più diffuso nella cittadina di 6.650 abitanti. A Grottaglie la devozione verso il santo medico venne introdotta nei primi anni del Settecento dal santo concittadino Francesco De Geronimo. Ad Atena Lucana, di cui San Ciro è il protettore, il culto si sviluppò con particolare vigore a seguito della prodigiosa guarigione avvenuta nel 1863, quando una giovane in fin di vita, Marianna Pessolano, prostratasi dinanzi a un'antica statua del Santo, risultò completamente ristabilita. Nello stesso anno, il padre della miracolata, Michele Arcangelo, fece costruire per ringraziamento una nuova statua, quella che oggi si porta in processione e di cui una copia è stata offerta ai numerosi devoti particolarmente legati al culto, risiedenti a Montevideo (Uruguay), nel 2003.
Il 19 maggio 2013, in occasione del 150º anniversario dell'evento, la chiesa ove si venera San Ciro ad Atena Lucana è stata elevata dal Vescovo di Teggiano-Policastro, Mons. Antonio De Luca, a Santuario Diocesano.
La festa liturgica ricorre il 31 gennaio.